# Moreda
Moreda ist eines von 18 Parroquias in der Gemeinde Aller der autonomen Gemeinschaft Asturien in Spanien.

## Geographie
Moreda hat 4.840 Einwohner (2011) und eine Fläche von 27,98 km². Es liegt auf 300 m über dem Meeresspiegel.
Die nächste größere Ortschaft ist Cabañaquinta, der zwölf Kilometer entfernte Hauptort der Gemeinde Aller.

## Ortsteile
- Les Ferraes
- Campera
- El Caleyu
- La Barraca
- El Campo
- La Viñona
- El Carmen
- San Isidro
- Sotiello
- Tartiere
- Caleyón

## Klima
Angenehm milde Sommer mit ebenfalls milden, selten strengen Wintern. In den Hochlagen können die Winter durchaus streng werden.

## Fiesta
- 11. November: Fiesta de los Humanitarios

## Sehenswürdigkeiten
- Zahlreiche Minen, in denen noch bis vor kurzem abgebaut wurde, Führer vor Ort.